# Chak Kashipur
Chak Kashipur is een census town in het district Dakshin 24 Parganas van de Indiase staat West-Bengalen.

## Demografie
Volgens de Indiase volkstelling van 2001 wonen er 11.155 mensen in Chak Kashipur, waarvan 55% mannelijk en 45% vrouwelijk is. De plaats heeft een alfabetiseringsgraad van 65%.